# Окупація промислового майданчика Чорнобильської АЕС
Окупація промислового майданчика Чорнобильської АЕС — результат захоплення Росією території АЕС під час російсько-української війни.
Під час російського вторгнення в Україну у 2022 році промисловий майданчик Чорнобильської АЕС вже в перший день агресії — 24 лютого — було окуповано російськими військами. Надалі він використовувався окупаційною армією Росії як військова база, на якій було розміщено військовослужбовців та військову техніку.
Проникнення на територію зони відчуження ЧАЕС та безпосередньо на майданчик станції відбувалися з території Республіки Білорусь, яка надала Росії свої землі як плацдарм для наступу на столицю України місто Київ.

## Хронологія подій
Чорнобильська битва відбулася 24 лютого, в перший день вторгнення, в рамках наступу на Київ. Того ж дня російські війська захопили зону відчуження.
Перші ознаки майбутнього нападу військ Російської Федерації з боку Білорусі з'явилися 18 лютого. Цього дня в ході спільних навчань військ Російської Федерації та Білорусі «Союзная решимость-2022», що тривали на території Білорусі з 09 по 20 лютого, було побудовано понтонну переправу через річку Прип'ять всього в 4 км від кордону з Україною.
Наступ на Чорнобильську АЕС розпочався із боку міста Прип'ять. 24 лютого о 06:00 начальник зміни Чорнобильської АЕС Валентин Гейко отримав інформацію, що біля пункту пропуску зони відчуження Паришів (з боку Білорусі) знаходиться велика колона російської військової техніки і через гучномовний зв'язок повідомив персонал станції про необхідність переміщення у
захисну споруду. О 15:30 техніка та особовий склад російської армії вже знаходилися перед адміністративно-побутовим комплексом ЧАЕС, Росія захопила контроль над ЧАЕС.
На цей момент на промисловому майданчику ЧАЕС знаходилося 150 осіб оперативного та  персоналу обслуговування станції, а також 178 військовослужбовців військової частини 3041
Національної Гвардії України, що охороняла об'єкт.
У зв'язку з наявністю у російських військ важкої військової техніки, здатної завдати значної шкоди будівлям і спорудам під час бойових дій, що могло спричинити ризик радіаційної аварії, військовими було ухвалено рішення не чинити опір.
Внаслідок постійних обстрілів території, прилеглої до ЧАЕС, та зони відчуження російські війська пошкодили лінії електропередач, і ЧАЕС залишилася без електричного живлення.
Численні спроби відновити електропостачання не мали успіху, оскільки пошкоджена ділянка знаходилася на тимчасово окупованій території. Для забезпечення власних потреб на ЧАЕС
запасів дизельного пального вистачало на строк від 14 до 24 годин. Блекаут на ЧАЕС міг призвести до втрати контролю над системами безпеки АЕС, виходу з ладу насосів басейну-
охолоджувача сховища ядерного палива, а також до неможливості постачання господарсько-питної води для персоналу. 14 березня енергопостачання на ЧАЕС було відновлено після
підключення її до лінії 330 кВ «Мозир» (Білорусь).
Персонал станції, що заступив на зміну 23 лютого 2022 року, виявився заручником у російських військових і змушений був залишатися на робочих місцях у 50 разів довше, ніж
передбачено — замість 12 годин цей персонал відпрацював зміну у понад 600 годин. 20 березня вдалося провести ротацію персоналу, що був у окупації на майданчику ЧАЕС.
Усього за день було вивезено 106 осіб. Разом з працівниками ЧАЕС було проведено евакуацію інших осіб, які знаходилися на території окупованої станції, зокрема деяких службовців
Національної гвардії України та Державної служби надзвичайних ситуацій, а також нелегалів-сталкерів. На заміну евакуйованого персоналу ЧАЕС відправилося 46 добровольців-працівників станції для виконання службових обов'язків та для забезпечення функціонування підприємства.
31 березня російські війська, які отримали відсіч на підступах до Києва та не змогли за місяць захопити українську столицю, покинули промисловий майданчик станції. 2 квітня персонал ЧАЕС урочисто підняв прапор України біля адміністративно-побутового корпусу ЧАЕС.
Офіційною датою деокупації ЧАЕС вважається 3 квітня 2022, коли командування Десантно-штурмових військ Збройних Сил України заявило про взяття під контроль ділянки державного
кордону України з Республікою Білорусь.

## Наслідки окупації
У результаті окупації промислового майданчика ЧАЕС російськими військами персонал ЧАЕС не втратив контроль над ядерними матеріалами та зміг зберегти АЕС у максимально
безпечному стані. Однак солдати Росії викрали та знищили обладнання на мільйони гривень. Персонал, який перебував у заручниках, отримав значну шкоду психологічному та фізичному
здоров'ю. Також було зірвано усі виробничі графіки, що матиме довготривалі наслідки на усі процеси на ЧАЕС.
До основних наслідків окупації можна віднести:
- Руйнування шляхів доправлення персоналу на майданчик ЧАЕС (раніше подорож з міста-супутника Славутича займала 45 хвилин електричкою, зараз же персонал їде на ЧАЕС на автобусах впродовж 6-10 годин).
- Розграбування військами Росії обладнання, офісних та складських приміщень.
- Пошкодження системи фізичного захисту периметра, що охороняється.
- Не дотримання окупантами правил радіаційного захисту і санітарно-перепускного режиму, що призвело погіршення радіаційної обстановки на майданчику.
- Тимчасова зупинка усіх робіт (поточних та запланованих) на ЧАЕС, зокрема перевезення відпрацьованого ядерного палива зі старого сховища відпрацьованого ядерного палива у нове.

Крім того, військовополоненими опинилася 169 солдатів Національної Гвардії України Національної Гвардії України, а також збройного штурму зазнало місто-супутник ЧАЕС Славутич, в результаті чого четверо місцевих жителів загинуло, а ще чотирьох було взято у полон.